# CEP55
La proteína centrosomal de 55 kDa es una proteína que en los humanos es codificada por el CEP55 gen.
CEP55 es una fosfoproteína mitótica que juega un rol clave en la citocinesis, la etapa final de división celular.
CEP55 es un regulador clave de este proceso y su sobre expresión se vincula a la inestabilidad genómica. Es un hallmark del cáncer. Sin embargo, aun se desconoce el mecanismo por el cual media la inestabilidad genómica.